# بيرغر نورمان
بيرغر نورمان (بالسويدية: Birger Norman)‏ هو كاتب وصحفي وشاعر سويدي، ولد في 1914 في Svanö ‏ في السويد، وتوفي في 1995 في ستوكهولم في السويد.